# NGC 4576
NGC 4576 ist eine Balken-Spiralgalaxie vom Hubble-Typ SBbc im Sternbild Jungfrau nördlich der Ekliptik. Sie ist schätzungsweise 236 Millionen Lichtjahre von der Milchstraße entfernt und hat einen Durchmesser von etwa 85.000 Lichtjahren. Unter der Katalognummer VCC 1721 ist sie als Mitglied des Virgo-Galaxienhaufens gelistet, ist dafür jedoch zu weit entfernt.
Im selben Himmelsareal befinden sich u. a. die Galaxien NGC 4580 und NGC 4586.
Das Objekt wurde am 27. April 1881 vom US-amerikanischen Astronomen Edward Singleton Holden entdeckt.